# Bibliothèque spécialisée

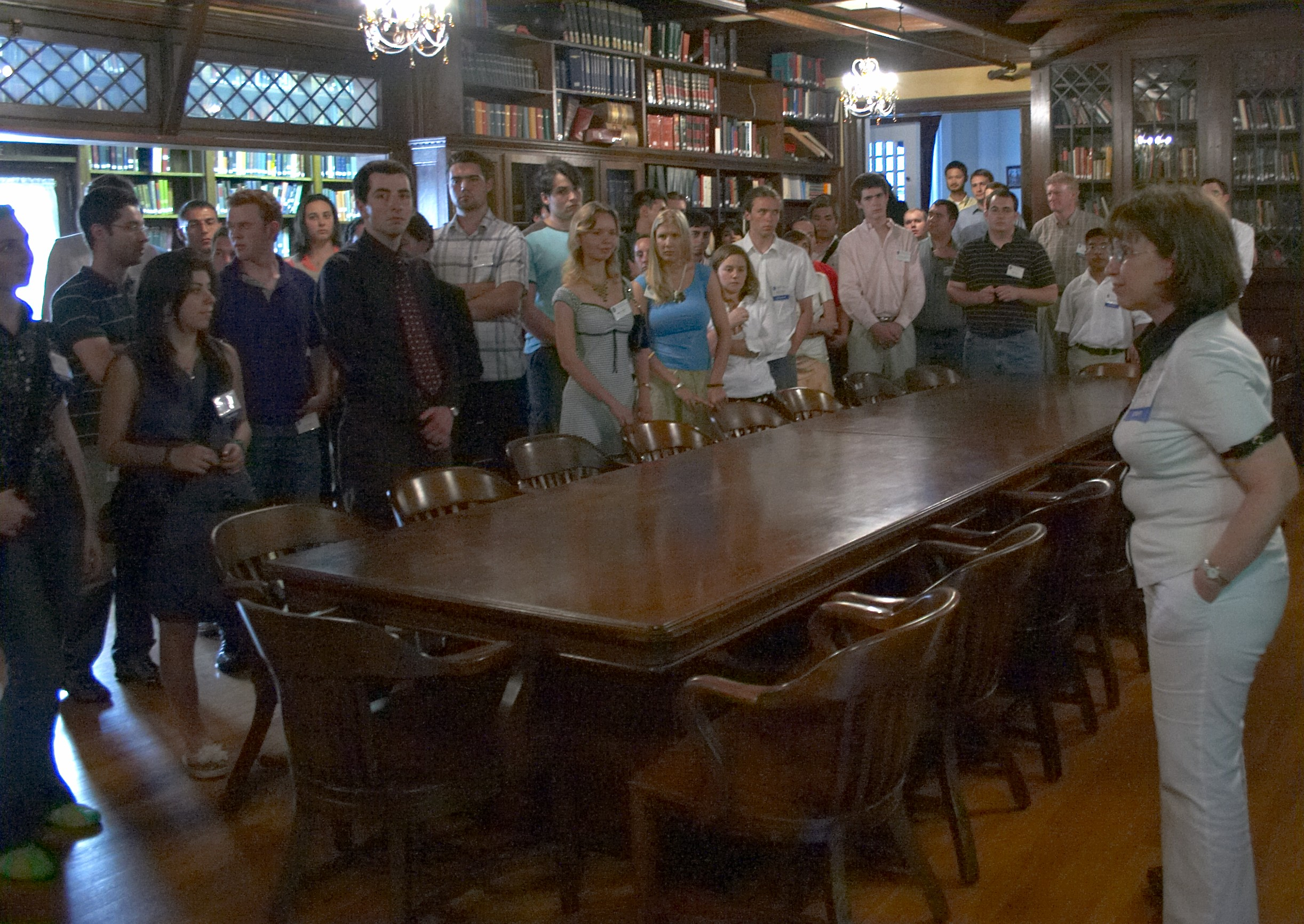
Visite de groupe de la bibliothèque à but non lucratif de la Fondation pour l’éducation économique, mieux connue pour ses collections économiques autrichiennes

Une bibliothèque spécialisée est une bibliothèque dont tous les ouvrages et autres documents concernent un même champ de la connaissance ou un même genre artistique ou littéraire. Les bibliothèques qui peuvent être identifiées pour ce type sont des bibliothèques d’entreprises, bibliothèque gouvernementale, des bibliothèques dans des universités, des bibliothèques dans un domaine spécifique comme la médecine, le droit, la recherche, les entreprises, etc.
Une bibliothèque spécialisée est souvent également définie comme une bibliothèque qui n’est ni publique, ni universitaire et ni scolaire. On peut également retrouver des noms alternatifs comme centre d’information, centre de recherche, bibliothèques d’entreprise ou encore centre de gestions des connaissances.
Ce type de bibliothèque, les bibliothèques spécialisées, a été créé initialement aux États-Unis, ainsi qu’en Grande-Bretagne. Celles-ci pouvaient être un espace petit ou grand, tout dépendant de l’endroit où elles étaient situées. À la suite de la création, quelques associations ont été créées pour représenter les bibliothèques en général et spécifiquement pour les bibliothèques spécialisées, comme Medecin Library Association, American Association of Law Libraries et la Special Librairies Association.
Importance et rôles
Les bibliothèques spécialisées jouent un rôle crucial en tant que centres d'information au sein des organisations. Elles ne se contentent pas de stocker des livres, mais elles facilitent les activités des spécialistes en leur fournissant les ressources nécessaires. Leur efficacité dépend des compétences de leur personnel, et elles sont considérées comme un atout pour l'organisation, contribuant à sa réussite en ajoutant de la valeur à ses opérations.
Les bibliothèques spécialisées ont pour mission de fournir de l'information à un groupe cible spécifique, en accord avec les objectifs de l'organisation qui les soutient. Leur rôle est de soutenir et de promouvoir la mission de l'institution parentale, qu'il s'agisse d'entreprises, d'agences gouvernementales, ou d'autres types d'organisations. Elles participent également au développement d'une culture du savoir dans l'organisation, ce qui inclut la gestion de l'information, la gestion des connaissances et l'apprentissage stratégique pour atteindre les objectifs organisationnels.
Pour remplir ce rôle, les bibliothèques spécialisées ont comme enjeu principal de se rapprocher le plus possible du poste de décision le plus élevé pour avoir un impact stratégique optimal.
Grâce à des services spécialisés, les bibliothèques favorisent une utilisation efficace du personnel professionnel, assurent la créativité dans les opérations et services de la bibliothèque, et encouragent l'exécution efficace des budgets de fonctionnement pour la création et la gestion des bibliothèques. Ce concept est défini comme une manière de répondre aux besoins des usagers et de maximiser leur satisfaction en sélectionnant un thème spécifique pour chaque bibliothèque et en offrant des services différenciés.

## Caractéristiques
Les bibliothèques spécialisées se différencient par leur étroite relation avec l'organisation qui les soutient, que ce soit une entreprise, un gouvernement ou une institution de recherche. Leur mission est de répondre aux besoins d'information spécifiques des employés ou membres de cette organisation. Elles possèdent une collection spécialisée, souvent plus petite mais plus pointue que celle des bibliothèques publiques ou universitaires, et se concentrent sur la gestion de l'information pour soutenir les activités et les objectifs de l'organisation. Les bibliothèques spécialisées se doivent de rester à jour sur les dernières recherches et tendances dans leur domaine. Leur personnel, souvent composé de bibliothécaires spécialisés et d'experts en la matière, joue un rôle crucial en offrant des services sur mesure. Contrairement aux bibliothèques publiques, qui servent un large public, les bibliothèques spécialisées ont un groupe d'utilisateurs restreint, ce qui leur permet de se concentrer sur des demandes très ciblées et d'offrir des services plus personnalisés.
De manière générale, une bibliothèque spécialisée :
- Possède une collection gérable, composée d'un mélange unique de livres sur un ou quelques domaines spécifiques
- Offre des services individualisés et de qualité à des usagers précis
- Adhère à la mission de l'organisation mère, qui détermine également le champ d'action de ses sujets
- Emploie du personnel spécialisé, qui dispose généralement d'une grande expertise dans le domaine de la bibliothèque

Exemples :
- Bibliothèque-musée de l'Opéra : musique et danse
- Bibliothèque du Saulchoir : sciences humaines et religieuses
- Bibliothèque universitaire des langues et civilisations : langues qui s'écrivent en caractères non-latins
- Bibliothèque interuniversitaire de médecine : médecine
- Bibliothèque interuniversitaire de pharmacie : sciences pharmaceutiques et biologiques.
- Bibliothèque Cujas : droit
- Bibliothèque des littératures policières : littérature policière
- Musée de La Poste – de Paris : bibliothèque postale et philatélique
- Bibliothèque et musée de la Gourmandise : alimentation et gastronomie
- National Library of Medicine : médecine
- Bibliothèque de sciences humaines et sociales Paris Descartes-CNRS : sciences humaines, sociologie spécialement
- Bibliothèque européenne du roman populaire : littérature populaire
- Bibliothèque des archives et des œuvres tibétaines : culture tibétaine
- Centre de documentation sur les métiers du livre : métiers du livre
- Bibliothèque de la Cité de l'architecture et du patrimoine : architecture et urbanisme
- Documentation Centrale des Hospices Civils de Lyon : santé et hôpital

## Histoire
L'histoire des bibliothèques spécialisées remonte aux 18e et 19e siècles, avec des prototypes déjà identifiables durant cette période.Cependant, le terme bibliothèque spécialisée tel qu'on le connaît a commencé à se former plus concrètement à la fin du 19e siècle. À cette époque, il se référait principalement à des collections thématiques spécifiques. Ce terme a évolué au début du 20e siècle pour inclure également des services proactifs visant une clientèle bien définie. John Cotton Dana, une figure clé de ce mouvement, a reconnu l'importance d'offrir un service centré sur l'utilisateur, bien qu'il ait lui-même exprimé des réserves sur l'usage du terme « spécial » et de « bibliothèque ».
Trois grands facteurs ont contribué à l'essor des bibliothèques spécialisées :
- La transformation de la recherche universitaire américaine,
- L’expansion des secteurs des affaires et de l'industrie
- Le développement rapide de la profession de bibliothécaire.

Ces évolutions ont permis aux bibliothèques spécialisées de devenir des acteurs majeurs dans les domaines professionnels et académiques en fournissant un accès ciblé à des informations essentielles pour les organisations mères.
Au fil du temps, des associations comme la Special Libraries Association ou la Medical Library Association ont vu le jour pour structurer et représenter ces institutions. Toutefois, le terme "bibliothèque spécialisée" a été maintes fois remis en question, notamment à cause de l’évolution des pratiques professionnelles. Par exemple, dans les débats récents, il a été constaté que les professionnels de l'information, incluant des consultants et d'autres spécialistes extérieurs, jouent désormais un rôle aussi important que les collections physiques. Ces professionnels s'occupent de la gestion de l'information au sein des organisations, que celle-ci soit centralisée ou externalisée, transformant ainsi le rôle traditionnel des bibliothèques spécialisées.  

## Collections en milieu spécialisé
Les collections des bibliothèques spécialisées sont différentes comparées à une bibliothèque publique, dans le sens où les documents qui sont acquis sont spécialisés à un ou plusieurs domaines qui représentent le domaine dans lequel la bibliothèque est spécialisée, tandis que la bibliothèque publique donne accès à tous types de sujets. Il peut y avoir différents types de documents, par exemple des revues scientifiques et des périodiques, etc. Comme le souligne Maggie Weaver (2012), les collections sont basées sur des sujets qui englobent les besoins de l’entreprise ou de la bibliothèque spécialisée.

## Référence auprès des usagers
Dans ce milieu, il est souvent priorisé d’avoir du personnel de bibliothèque qui ont des connaissances dans le domaine spécifique relié au domaine spécialisé de cette endroit. Il y a souvent des demandes des usagers qui sont assez pointues dans le domaine d’expertise de ce milieu. En ce sens, la connaissance permet d’avoir une plus grande facilité à aider les usagers avec leur besoin tout en répondant assez rapidement.
De plus, de nombreux défis font constamment surface comme les nouvelles technologies. Les changements dans les méthodes d'enseignement génèrent un besoin croissant d'espaces, physiques ou en ligne, et d'outils pour favoriser un apprentissage interactif et en groupe. L'énorme expansion des sources d'information et les mutations dans la communication académique modifient la façon dont les chercheurs accèdent aux informations, les utilisent, et demandent une meilleure organisation et gestion de ces données. Les professionnels de bibliothèques spécialisées doivent donc constamment mettre à jour leurs compétences et s’adapter à de nouveaux défis.
Aussi, il faut prendre en considération l’éthique du métier de bibliothécaire, qui contient l’importance de la confidentialité lors des échanges avec les usagers, tout en respectant la vie privée de ceux-ci. Ces deux règlements sont compris dans le code de déontologie fait par l’American Library Association.

## Enjeux en milieu de bibliothèques d’entreprises
La révolution technologique qui a été vécue a eu des répercussions sur les emplois des bibliothécaires spécialisées en milieu entrepreneurial. Il y a eu la création de l’intranet qui permet d’avoir beaucoup d’information à propos de l’entreprise. Cela a entrainé un impact sur la visibilité et l’utilité des bibliothèques dans ces milieux. Les enjeux que les bibliothèques ont concernent la formation et l’utilité des bibliothèques dans l’ère numérique. En ce sens, les employés de ces bibliothèques doivent s’impliquer dans la promotion de leurs services qui ne sont pas remplaçables par un simple Intranet, car les informations qui sont recherchées doivent être analysées, afin de pouvoir utiliser des informations qui sont fiables. De ce point de vue, les bibliothécaires ont eu des enjeux par rapport à ça, mais ils ont pu trouver des moyens de se rendre utile afin de ne pas disparaître du milieu bibliothécaire spécialisé. Il est à noter que ce métier est en évolution. Les bibliothécaires doivent toujours promouvoir leur métier dans leur milieu afin qu’ils ne soient pas retirés du milieu entrepreneurial.
De plus, la nouvelle technologie a fait en sorte que la bibliothèque dite traditionnelle est souvent remplacée par une bibliothèque qui est en ligne. De ce fait, cela a pour impact que les employés de ces centres de documentation ont d’autres tâches, comme gérer le site de la bibliothèque, et doivent collaborer avec une équipe multidisciplinaire. Aussi, il est important pour ces employés d’innover dans leur façon de gérer les informations qui sont dans leur bibliothèque, car les besoins des usagers avec la technologie ont fait en sorte que leur besoin d’information a évolué.
Des contextes comme un restructuration en milieu de bibliothèque d’entreprise représente également un enjeu important. Cela implique un changement au niveau de la réseautique et perturbe l’organisation habituelle de l’entreprise. Dans des cas comme celui-ci, les bibliothèques spécialisées jouent un rôle central dans le maintien du bon fonctionnement de l’entreprise en mettant de l’avant le principe du réseau.

## Enjeux en milieu bibliothèque communautaire
Le milieu communautaire contient un centre de documentation qui est aussi considéré comme une bibliothèque spécialisée. Ce milieu est spécialisé dans différents sujets, tout dépendants du thème que l’organisme a pour but, par exemple des enjeux sociaux, comme des jeunes défavorisés ou des jeunes en difficulté d’apprentissage. Le centre de documentation a quelques enjeux qu’il faut souligner. L’un d’eux est le financement, car en considérant que ces organisations sont à but non lucratif, ils doivent trouver des façons de financer leur organisation. De plus, il y a l’enjeu de la formation du personnel dans ces centres parce qu’il n’y a pas ou très peu de personnes qui ont une formation en documentation ou bibliothéconomie qui permet de trouver des manières de diffuser et de gérer leur documentation.Le manque de diffusion et de visibilité est un enjeu qui fait que le financement est encore plus difficile à trouver.

### Exemple de centres de documentation au Québec
- Entreprise : Rio Tinto Alcan, Pricewaterhouse Coopers
- Juridique : McCarthy Tétrault
- Pharmaceutique : Wyeth
- Paragouvernementale : Caisse de dépôt et placement du Québec
- Ingénierie ou recherche en entreprise : SNC-Lavalin[16]